# Calamagrostis decipiens
Calamagrostis decipiens är en gräsart som först beskrevs av Robert Brown, och fick sitt nu gällande namn av Rafaël Herman Anna Govaerts. Calamagrostis decipiens ingår i släktet rör, och familjen gräs. Inga underarter finns listade i Catalogue of Life.